# Вейлс (Мен)
Вейлс (англ. Wales) — місто (англ. town) в США, в окрузі Андроскоґґін штату Мен. Населення — 1608 осіб (2020).

## Демографія
Згідно з переписом 2010 року, у місті мешкало 1616 осіб у 587 домогосподарствах у складі 458 родин. Було 652 помешкання
Расовий склад населення:
| - 96,4 % — білих - 0,6 % — азіатів - 0,4 % — корінних американців - 0,4 % — чорних або афроамериканців |

До двох чи більше рас належало 2,2 %. Частка іспаномовних становила 1,2 % від усіх жителів.
За віковим діапазоном населення розподілялося таким чином: 25,3 % — особи молодші 18 років, 64,6 % — особи у віці 18—64 років, 10,1 % — особи у віці 65 років та старші. Медіана віку мешканця становила 38,7 року. На 100 осіб жіночої статі у місті припадало 105,9 чоловіків;  на 100 жінок у віці від 18 років та старших — 105,3 чоловіків також старших 18 років.
Середній дохід на одне домашнє господарство  становив 77 856 доларів США (медіана — 74 185), а середній дохід на одну сім'ю — 80 586 доларів (медіана — 77 375). Медіана доходів становила 50 625 доларів для чоловіків та 44 500 доларів для жінок. За межею бідності перебувало 7,1 % осіб, у тому числі 11,8 % дітей у віці до 18 років та 3,7 % осіб у віці 65 років та старших.
Цивільне працевлаштоване населення становило 799 осіб. Основні галузі зайнятості: освіта, охорона здоров'я та соціальна допомога — 19,8 %, виробництво — 13,6 %, роздрібна торгівля — 11,9 %, будівництво — 10,5 %.